# Антоний (Политис)
Митрополи́т Антоний Политис (греч. Μητροπολίτης Αντώνιος Πολίτης; 15 июня 1890, Сирос, Греческое королевство — 13 ноября 1963, Афины, Греция) — епископ Элладской православной церкви, митрополит Элиды и Олени (1922—1945), писатель, переводчик.
Получил широкую известность и отмечен историографией в годы Второй мировой войны, как иерарх Освободительного фронта.

## Биография
Антониос Политис родился на острове Сирос в 1890 году, в семье директора местной гимназии Николаоса Политиса и Ангелики Филини. Закончил местную начальную школу и гимназию, и лицей в Афинах.
В 1907 году поступил на теологический факультет Афинского университеа, который закончил в 1914 году.
В последний год своей учёбы был пострижен в монахи в монастыре на острове Андрос. 29 августа 1914 года на острове Сирос митрополитом Сирским Афанасием был рукоположён в сан диакона.
В декабре 1914 года был назначен проповедником в епископию Халкиды и Каристеи.
В феврале 1917 года митрополитом Халкидским Хрисанфом был рукоположен в пресвитеры в храме Богородицы Хрисоспилиотисы в Афинах.
Будучи как православным христианином, так и патриотом Греции, добровольно вступил в армию и служил военным проповедником в гарнизоне города Патры и 4-й и 1-й дивизии и, в особенности, в 1138 гвардейском полку эвзонов в течение всего военного периода 1918—1922 годов.
За службу в экспедиционном корпусе во время Малоазийского похода греческой армии получил ордена: Золотое отличие за мужество, Орден Феникса (Греция) (Офицер золотого креста), Военный крест, Медаль военного достоинства и другие.

### Митрополит Элиды
После революции 1922 года был избран митрополитом Элидским и рукоположен в епископы 24 декабря 1922 года.
На протяжении всего периода своего пребывания на кафедре митрополии Элиды, был занят организационными вопросами своей митрополии.
При его правлении в 1939 году было куплено у Национального банка Греции здание в городе Пиргос, в котором сегодня находится правление Элидской митрополии.
Антоний знал иностранные языки, написал и опубликовал несколько трактатов на историческую и общественную тематику и выполнил несколько переводов.
Стал членом Синода.

### Оккупация и последующие годы
В годы тройной, германо-итало-болгарской, оккупации Греции примкнул к созданному компартией Греции Национально-освободительному фронту и в 1943 году, оставив свою кафедру, ушёл в горы.
После освобождения оставался в рядах Освободительного фронта, в силу чего был гонимым послевоенными правыми правительствами и был низложен Священным синодом.
Накануне Гражданской войны, митрополиты Иоаким (Апостолидис) и Антоний обратились к премьер-министру Греции Фемистоклису Софулису о необходимости замирения Греции.
В период 1946—1947 годы он перевёл с французского книгу Пуквиля «Путешествие в Морею», после чего написал эссе «К молодёжи» (1950), работу «История монастырей Элиды» и составил каталоги библиотек монастырей.

### Смерть
Антоний умер 13 ноября 1963 года, в афинском районе Эгалео в котором жил с 1946 года. Был похоронен на Первом афинском кладбище.

## Память
В 2000 году, по случаю издания Элладской церковью книги «Память и свидетельства из Оккупации» (Μνήμες και μαρτυρίες από τα χρόνια της Κατοχής), архиепископ Афинский Христодул совершил робкий шаг по «реабилитации» двух митрополитов, членов «Правительства гор» — Иоакима Козанского и Антония Элидского. В силу того, что эта реабилитация была произведена через «прощение» (что означало, что церковь продолжала считать участие иерархов в Сопротивлении грехом), организации ветеранов Сопротивления сочли это фарисейством и отказались принять участие в церковных торжествах.
Кроме этого, архиепископу Христодулу не хватило смелости реабилитировать третьего митрополита, участника «Правительства гор» — митрополита Хиосского Иоакима (Струмбиса), низложенного со своего трона на пародии суда в 1946 году, где протагонистом был регент Греции архиепископ Афинский Дамаскин.
Именем иерарха назван улицы в городах Патры, Амалиада и единственный проспект в городе Пиргос.
Среди скульптурных фигур памятника Сопротивлению в городе Пиргос, есть и фигура митрополита Антония. На родине иерарха, на острове Сирос, перед соборным Преображенским храмом установлен его бюст с надписью: «Антониос Н. Политис. Митрополит Элиды (1890—1963). Иерарху, борцу Национального Сопротивления».
Муниципалитет Эгалео дал имя митрополита Антония одной из улиц своего города